# Cleomaceae
Las Cleomaceae son una pequeña familia - 7 géneros y 245 especies aceptadas - de plantas con flores en el orden Brassicales, tradicionalmente incluido en la familia Capparaceae, pero recientemente  elevado al rango de familia cuando la evidencia de su ADN mostró que los géneros incluidos estaban más relacionados con Brassicaceae que con las Capparaceae. Alternativamente, las Cleomaceae puede ser incluidas en las Brassicaceae. Uno de los caracteres distintivos, entre muchos otros, de la familia, y que la diferencia de los Capparace, es que estos últimos carecen de replum (membrana placentaria que persiste en las silicuas al caer las valvas después de la dehiscencia).

## Descripción
Plantas herbáceas anuales, raramente perennes, generalmente de olor desagradable. Las hojas son estipuladas, alternas, palmati compuestas con 3-7 lóbulos, ocasionalmente simples. Flores en racimos bracteados, actinomorfas o zigomorfas por desplazamiento de los pétalos en número de 4, libres y a menudo desiguales. Los 4 sépalos son también libres. Estambres normalmente 6, pero pueden llegar a 20 en Polanisia; ovario súpero con replum, pero no un falso septo como en la familia Brassicaceae, al final de un pedúnculo o bien sésil, unilocular y con estilo único bi lobulado. El fruto es una cápsula septícida por 2 válvulas o un esquizocarpo con 2-3 semillas.

## Tribus y géneros aceptados

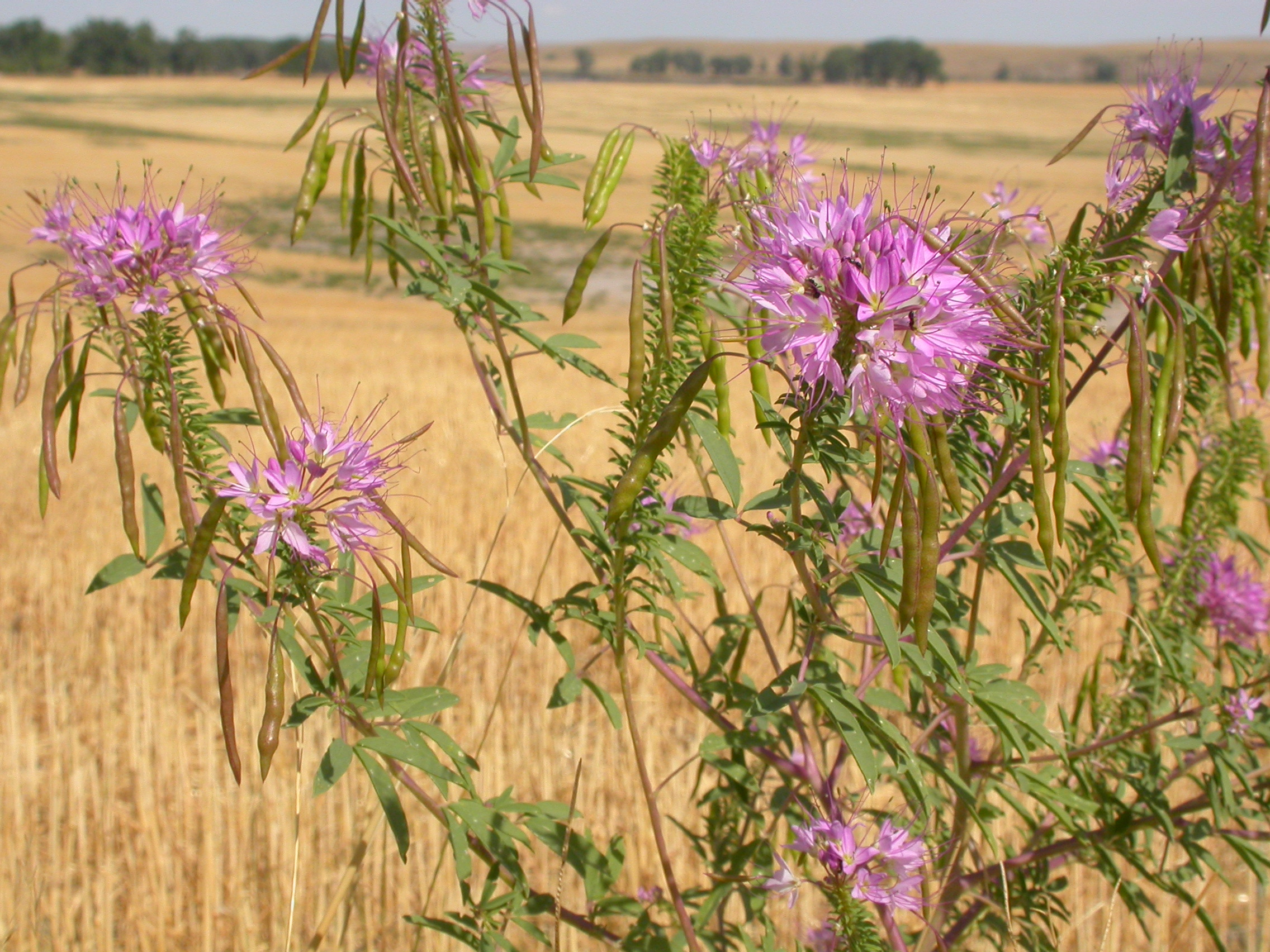
Cleome serrulata, vista general.

- Cleomeae DC., 1824
  - Cleome (206 ssp.)
  - Cleoserrata (2 spp.)
  - Polanisia (6 sp.)
  - Cleomella (12 ssp.)
  - Dactylaena (6 ssp.)
  - Haptocarpum (1 sp.)

- Podandrogyneae
  - Podandrogyne (13 ssp.)

- Oxystylideae
  - Wislizenia (1 sp.)[6][7]